# Phaosom
Als Phaosom (altgriechisch φάος pháos „Licht“ und σῶμα sō̂ma „Körper“) wird eine in Lichtsinneszellen verschiedener Salpen, Ringelwürmer und Weichtiere befindliche Vakuole bezeichnet, die mit dem Sehvorgang in Zusammenhang gebracht wird.
Das Phaosom ist mit einer hyalinen Masse angefüllt. An der Innenseite der Membran des Phaosoms befinden sich zahlreiche an diese Masse angrenzende und in vielen Fällen in sie hineinragende Mikrovilli, die den Aufbau von Rhabdomeren in Komplexaugen der Gliederfüßer haben. Es wird vermutet, dass in der hyalinen Masse bei Lichteinfall eine reversible chemische Reaktion stattfindet.
Phaosomen sind in den Augen oder auch nur einzelnen Lichtsinneszellen von Ringelwürmern – darunter Regenwürmern, Teichschlangen, Blutegeln und dem marinen Vielborster Terebella lapidaria – sowie Schnecken – so bei Brackwasser-Schlammschnecken (Gattung Potamides) – gefunden worden. Die Gestalt der Phaosomen ist oft in dem Maße artspezifisch, dass sie zur Bestimmung der Tierart verwendet werden kann. Dies ist beispielsweise bei Regenwürmern der Fall.